# ویلوچیا
ویلوچیا تیره‌ای است که در جنوب آفریقا و در صحرای کشور نامیبیا انتشار دارد. این تیره تنها دارای یک سرده و یک گونه به نام ویلوچیا میرابیلیس (نام علمی: Welwitschia mirabilis) است. شکل ظاهری آن به هشت‌پایی غول پیکر شباهت دارد. از نظر ظاهری دارای چنان جذابیت و ویژگی‌هایی است که برخی تنها برای دیدن این گیاه به نامیبیا مسافرت می‌کنند. این گیاه نخستین بار در سال ۱۸۵۹ توسط فردریک ولویچ محقق گیاه‌شناس اتریشی در آنگولا کشف شد. نام گیاه از نام کاشف آن گرفته شده‌است. در مناطقی که گیاه انتشار دارد باران در درون خاک نفوذ نکرده بلکه در هنگام بارندگی به صورت رود جاری می‌شود. در هنگام روز دمای هوا بسیار بالاست و بارش باران بسیار نادر بوده و در برخی مناطق امکان دارد چند سال باران نبارد. برای زنده ماندن گیاهان در چنین شرایطی تطابق گیاه با خشکی محیط بسیار حیاتی است. ویلوچیا در واقع گیاه پرتحملی در برابر خشکی نیست بلکه خود را جهت تهیه آب بسیار مجهز کرده‌است. برای مثال برگ‌های گیاه توانایی جذب رطوبت هوا را دارند. این گیاه در جاهایی که آب‌های زیرزمینی وجود دارند یافت می‌شود و گیاه با ریشه‌های بلند خود قدرت جذب بالا آوردن این آب‌های زیرزمینی را دارد.
این گیاه در بیابانها رشد می‌کند و می‌تواند تا بیش از ۲۵۰۰ سال عمر کند. این گیاه دارای یک ریشه عمودی دراز است اما ساقه‌ای کوتاه دارد. آن‌ها در سراسر زندگی گیاه به آهستگی رشد می‌کنند و انتهایشان توسط نور خورشید خشک می‌شود و توسط بادهای صحرایی ساییده می‌گردند. ویلوچیا از نظر تشکیل دانه در داخل مخروط به کاجها شباهت دارد.
ویلوچیا میرابیلیس گل ملی کشور نامیبیا است.

## نگارخانه

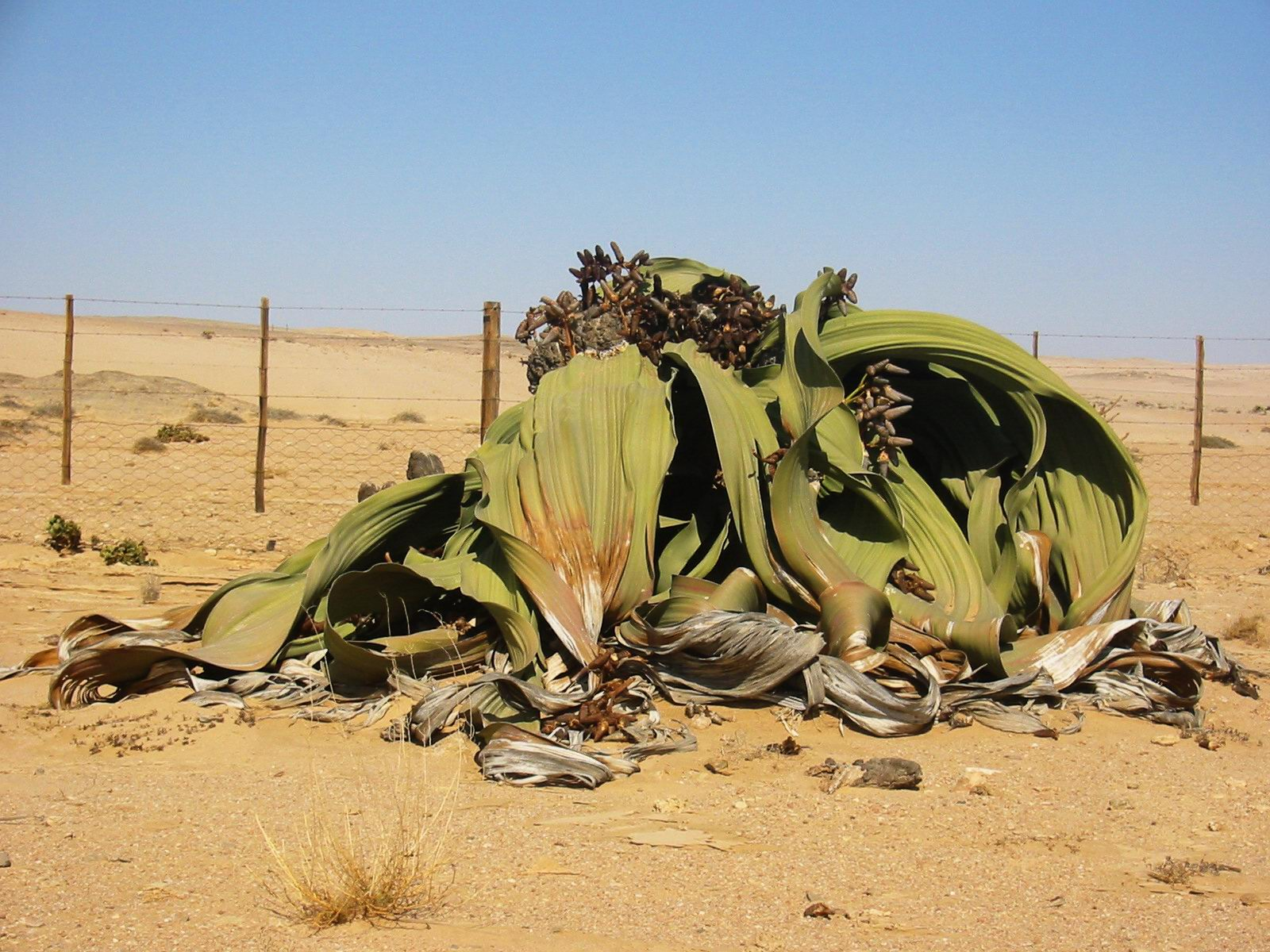
بزرگترین ویلوچیایی که تا به‌حال یافت شده‌است ۱٫۴ طول و ۴ متر عرض دارد و به نام ویلوچیای بزرگ معروف است.
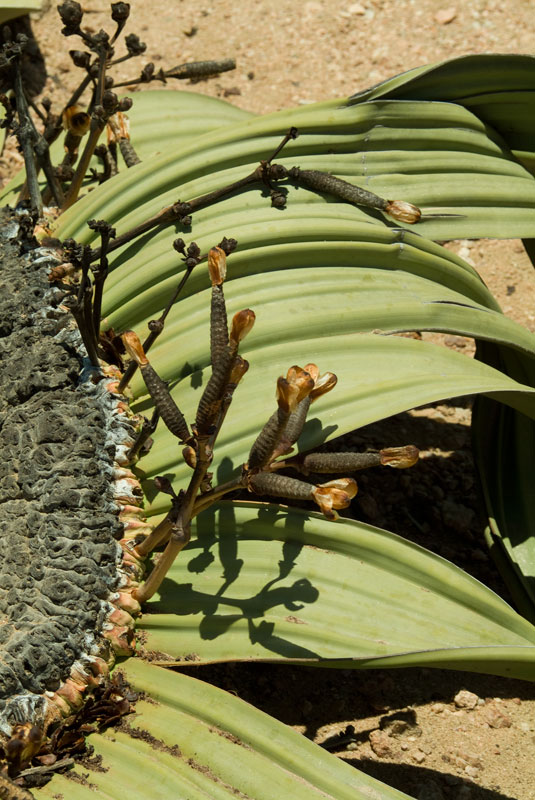
مخروط گیاه ماده پس از انتشار دانه
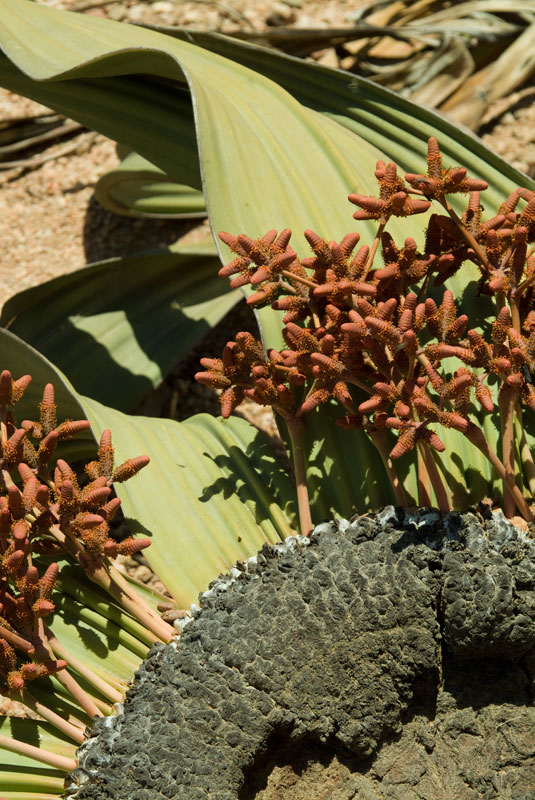
مخروط گیاه ماده
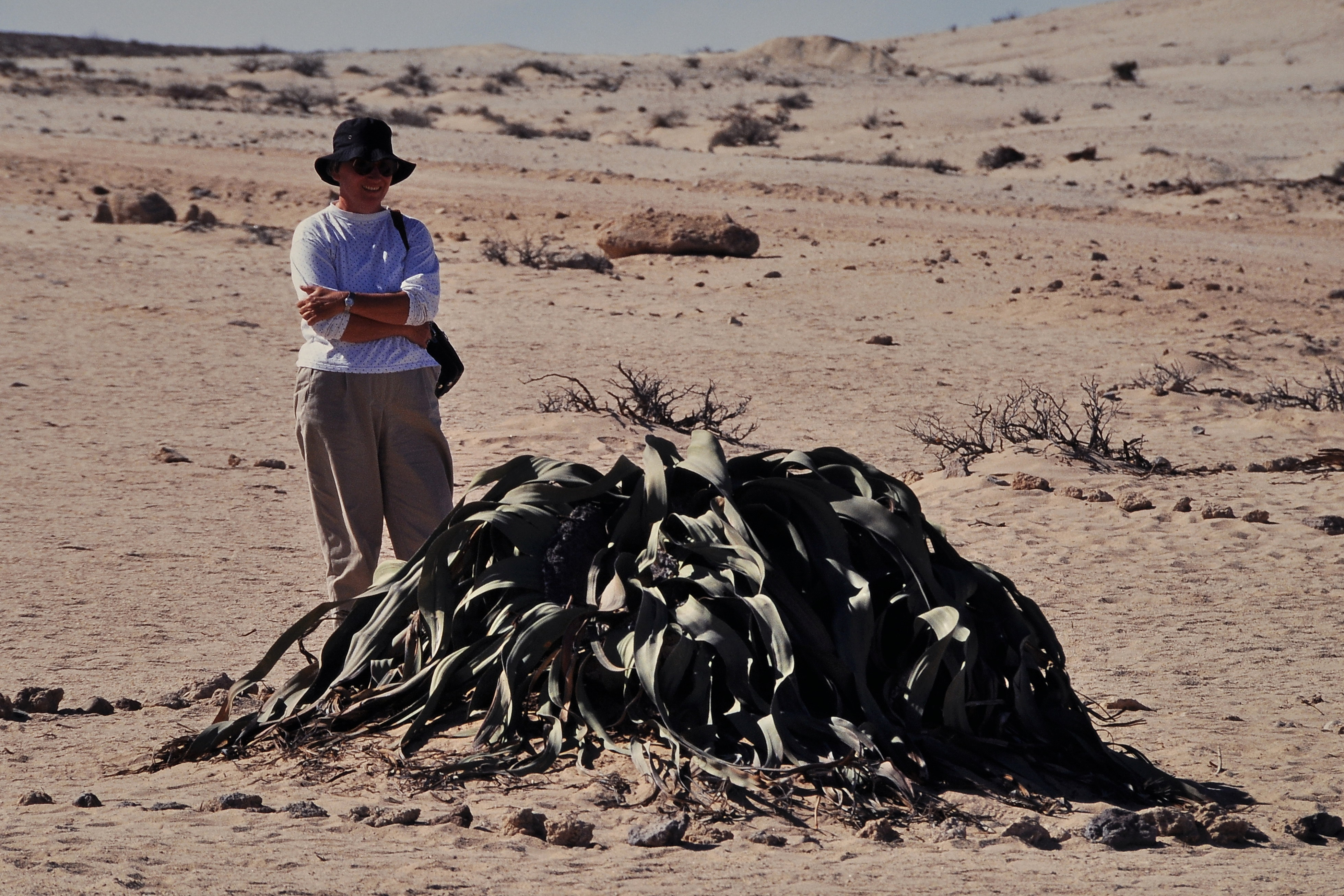
مقایسهٔ اندازهٔ گیاه با انسان
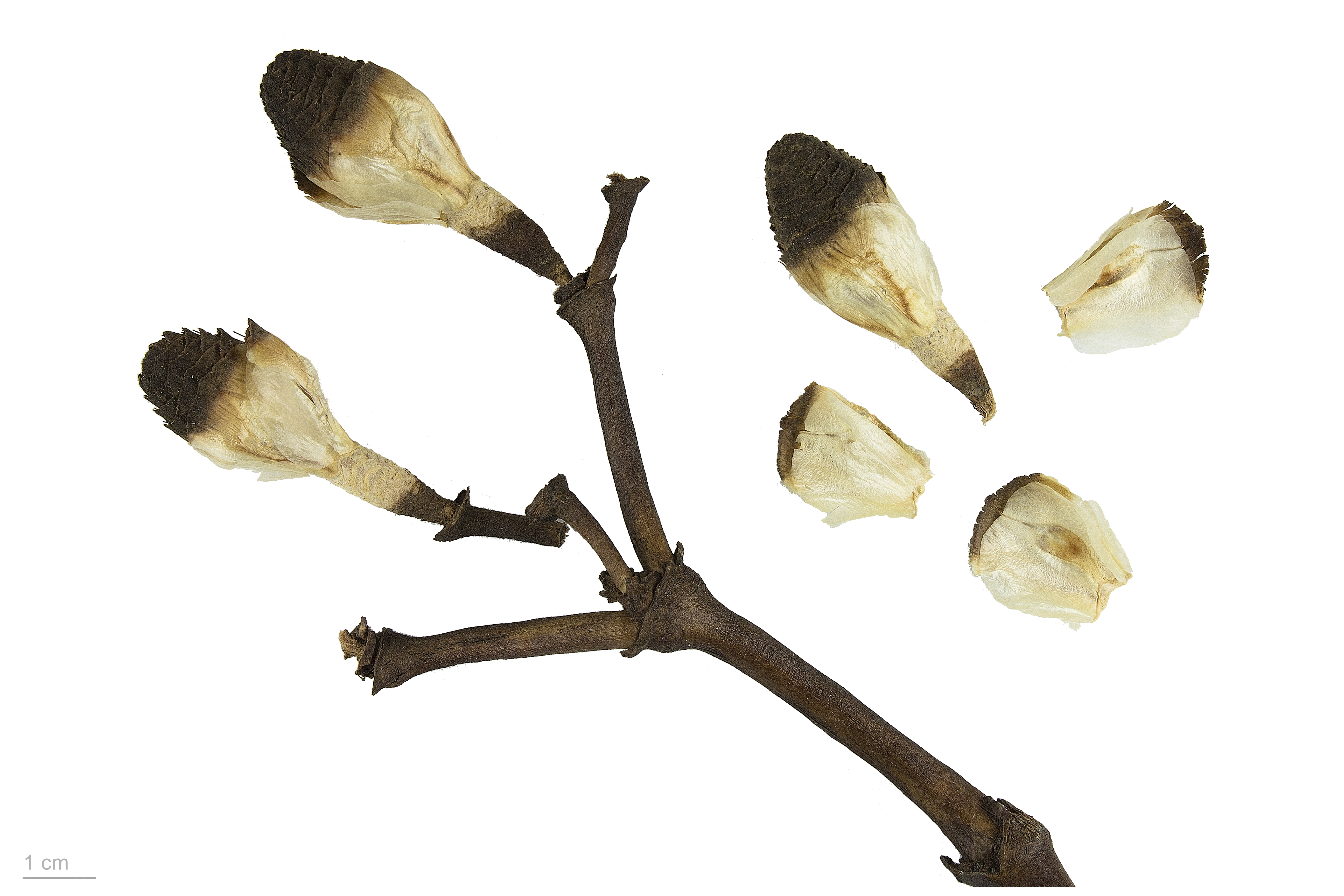
Welwitschia mirabilis - Museum specimen